# Hitler Bad, Vandals Good
Hitler Bad, Vandals Good è il settimo album studio della band punk rock The Vandals. L'album segna la svolta del gruppo in senso più melodico e pop punk e contiene testi ancor più umoristici rispetto ai lavori precedenti. In particolare, lasciati il sarcasmo ed i temi nichilistici che avevano caratterizzato gli album precedenti, esso tratta temi decisamente più leggeri.
L'album è inoltre la produzione che a tutt'oggi ha avuto più successo commerciale e contiene due cover, tra cui Come Out Fighting della band hardcore punk Pennywise dedicata al bassista della band Jason Thirsk, morto suicida nel 1996, ed un brano Too Much Drama scritto da Dexter Holland, cantante dei The Offspring nonché proprietario dell'etichetta discografica Nitro Records editrice dell'album.
Il disco è stato inoltre supportato dalla realizzazione di due video musicali, record per la band.

## Tracce
Tutti i brani della band eccetto quelli diversamente indicati.
1. People That Are Going to Hell
2. Café 405
3. My Girlfriend's Dead
4. I Know, Huh?
5. Money's Not an Issue
6. I've Got an Ape Drape
7. If the Gov't Could Read My Mind
8. Too Much Drama (Dexter Holland/Escalante/Freese/Fitzgerald)
9. Come Out Fighting (Jason Matthew Thirsk dei Pennywise)
10. Euro-Barge
11. F'd Up Girl
12. An Idea for a Movie
13. OK
14. So Long, Farewell (Rodgers and Hammerstein)

## Formazione
- Dave Quackenbush - voce
- Warren Fitzgerald - chitarra, voce
- Joe Escalante - basso, voce
- Josh Freese - batteria
- Stan Freese - tuba (fratello del batteria Josh)
- Jason Freese - sassofono (fratello del batteria Josh)
- Adrian Young - bongo
- Gabe McNair - trombone